# ستون (دائرة انتخابية في المملكة المتحدة)
ستون (بالإنجليزية: Stone)‏ هي إحدى الدوائر الانتخابية في المملكة المتحدة الممثلة في مجلس العموم في برلمان المملكة المتحدة.
عضو البرلمان الذي يمثلها حالياً هو :Mr William Cash (Con).